# Norbert Masur
Norbert Masur, född 13 maj 1901 i Friedrichstadt i Tyskland, död 10 juli 1971, var en svensk köpman och representant för den judiska världskongressen. I slutet av andra världskriget ägnade han sig åt att rädda fångar från nazityska koncentrationsläger. Han hade den 21 april 1945 ett hemligt möte med Heinrich Himmler. Mötet som varade i två och en halv timma ägde rum på Himmlers gods utanför Berlin. Under mötet lyckades Masur få Himmler att försäkra att 1 000 judiska kvinnor skulle släppas från koncentrationslägret Ravensbrück, samt att 50 norska judar och 20 svenskar skulle släppas ur norska fängelser. Några timmar efter mötet, som inträffade tidigt på morgonen, tog Himmler emot Folke Bernadotte som lyckades utverka ytterligare löften om frigivningar från Himmler.
Masur utnämndes 1955 till riddare av franska Hederslegionen för att ha räddat franska fångar från tyska koncentrationsläger. Under 1950-talet flyttade han till Israel och utsågs 1963 till svensk generalkonsul i Tel Aviv. Han avled 1971 under ett besök i Sverige.